# Веллінгборо
Ве́ллінґборо (англ. Wellingborough) — ринкове місто і цивільна парафія в унітарній області Нортгемптоншир, Англія. Місто розташоване за 65 миль від Лондона та за 11 миль від Нортгемптона, на північному березі річки Нін.
Англосаксонське поселення, яке спочатку називалося «Венделінгбург» («Wendelingburgh», фортеця народу Венделя), згадується в Книзі Страшного суду 1086 року як «Вендельбері» («Wendelburie»). Міський ринок отримав королівську хартію у 1201 році від короля Іоанна I. За переписом 2021 року населення міста становило 56 564 особи. До забудованої території також входять передмістя Вілбі, Грейт-Доддінгтон, Літтл Ірчестер, Редхілл-Грейндж, Стентон-Кросс і Гленвейл-Парк.